# Dub velkoplodý
Dub velkoplodý (Quercus macrocarpa) je opadavý strom dorůstající výšky kolem 30 metrů. Pochází z jihovýchodu USA a v Česku je pěstován jako okrasná dřevina s nápadně velkými listy.

## Popis
Dub velkoplodý je opadavý strom dorůstající výšky 30, výjimečně až 50 metrů, s mohutnou široce rozložitou korunou. Borka je tmavě šedá, hluboce rozpraskaná, odlupčivá v pruzích. Letorosty jsou šedavé nebo červenavé, jemně pýřité, často korkovitě křídlaté. Zimní pupeny jsou 2 až 6 mm dlouhé, lysé. Listy jsou na okraji mělce až hluboce laločnaté, zubaté, s nejhlubšími laloky přibližně v polovině délky čepele. Koncový lalok bývá největší, pouze mělce vykrajovaný. Čepel listů je obvejčitá až úzce eliptická, nezřídka houslovitého tvaru, asi 10 až 25 cm dlouhá a 5 až 13 cm široká, se zaoblenou až klínovitou bází. Žilnatina je tvořena nejčastěji 4 až 5 páry postranních žilek. Listy jsou na vrchu tmavě zelené a řídce pýřité až lysé, na spodní straně světle zelené až bělavé, obvykle hustě pokryté drobnými hvězdovitými chlupy. Řapík je obvykle 15 až 25 mm dlouhý. Na podzim se listy zbarvují do hnědých odstínů. Žaludy jsou jednotlivé nebo až po 3, 25 až 50 mm dlouhé, na 6 až 20 mm dlouhých stopkách, kryté z 1/2 až 7/8 polokulovitou až kuželovitou číškou s kýlnatými a v horní části nitkovitě prodlouženými šupinami.

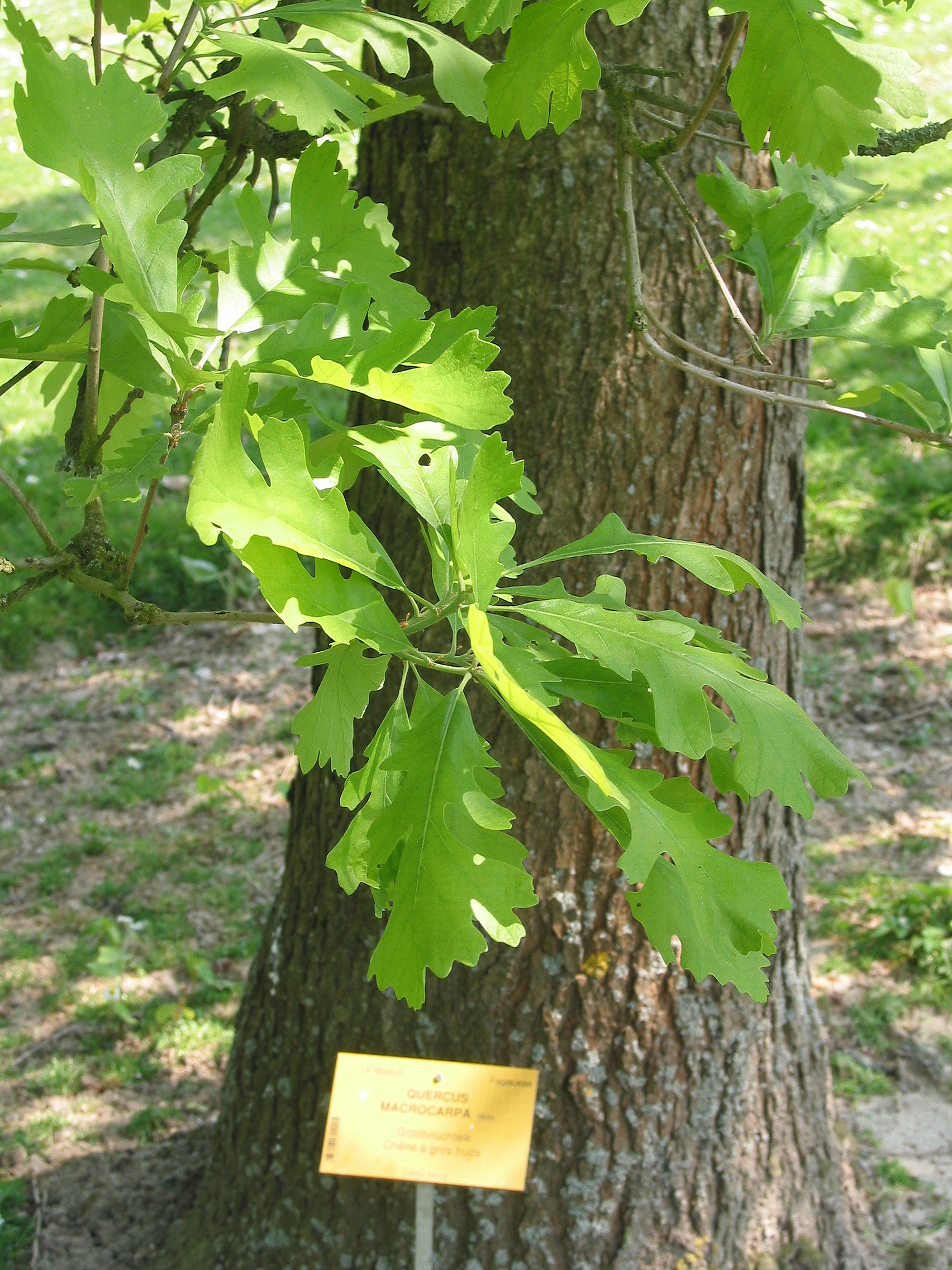
Dub velkoplodý
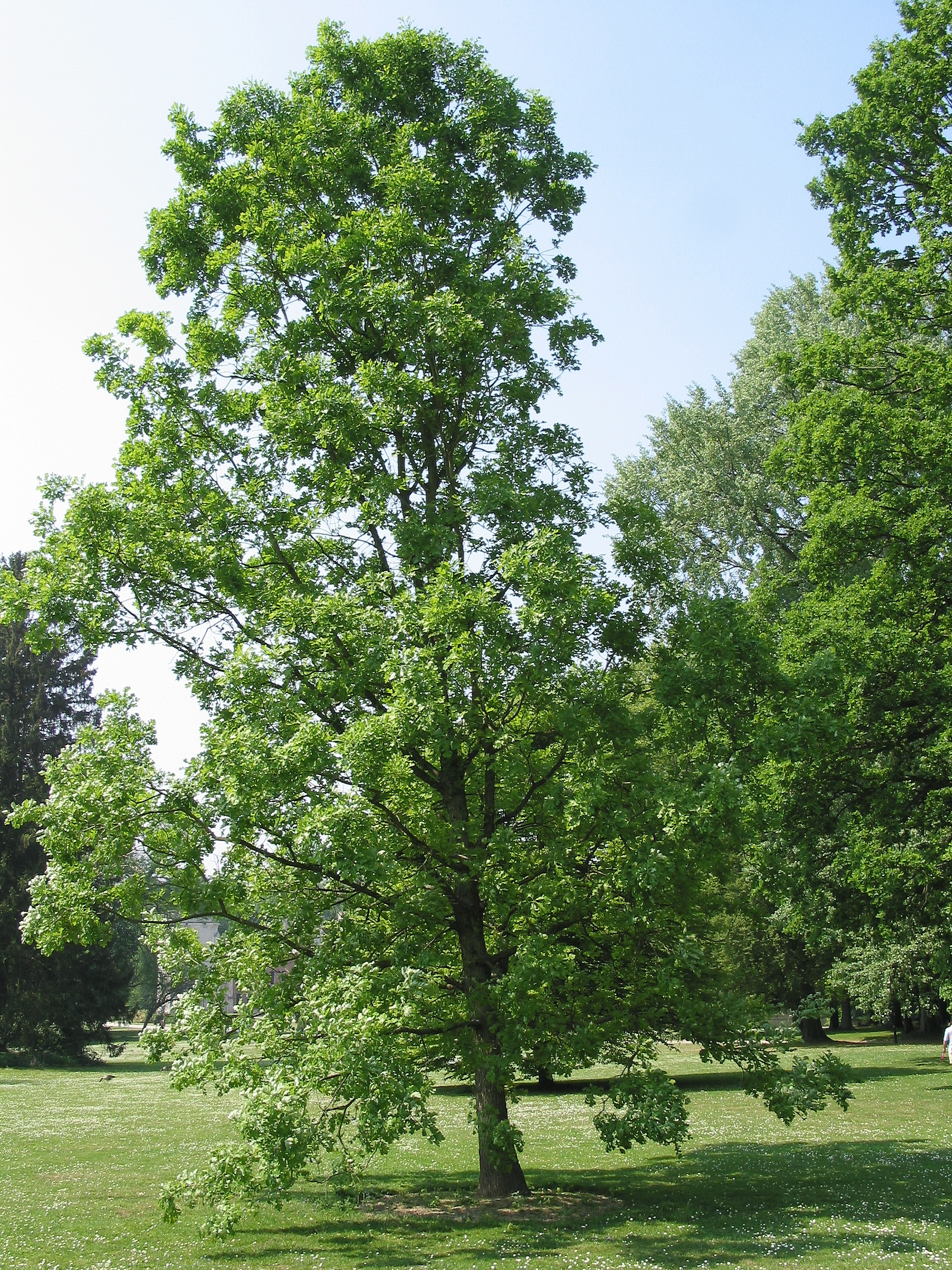
Dub velkoplodý - celkový pohled
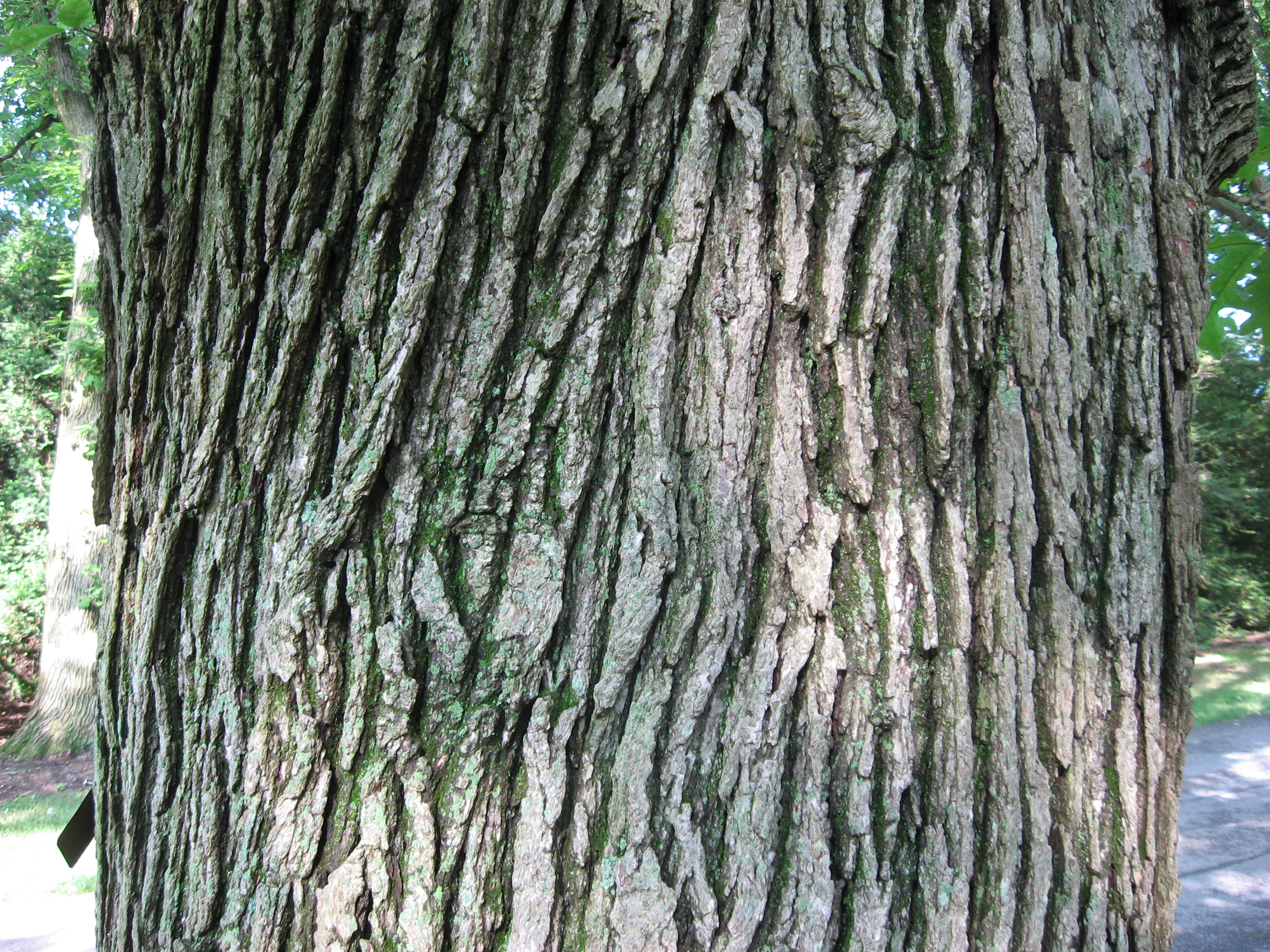
Detail borky dubu velkoplodého
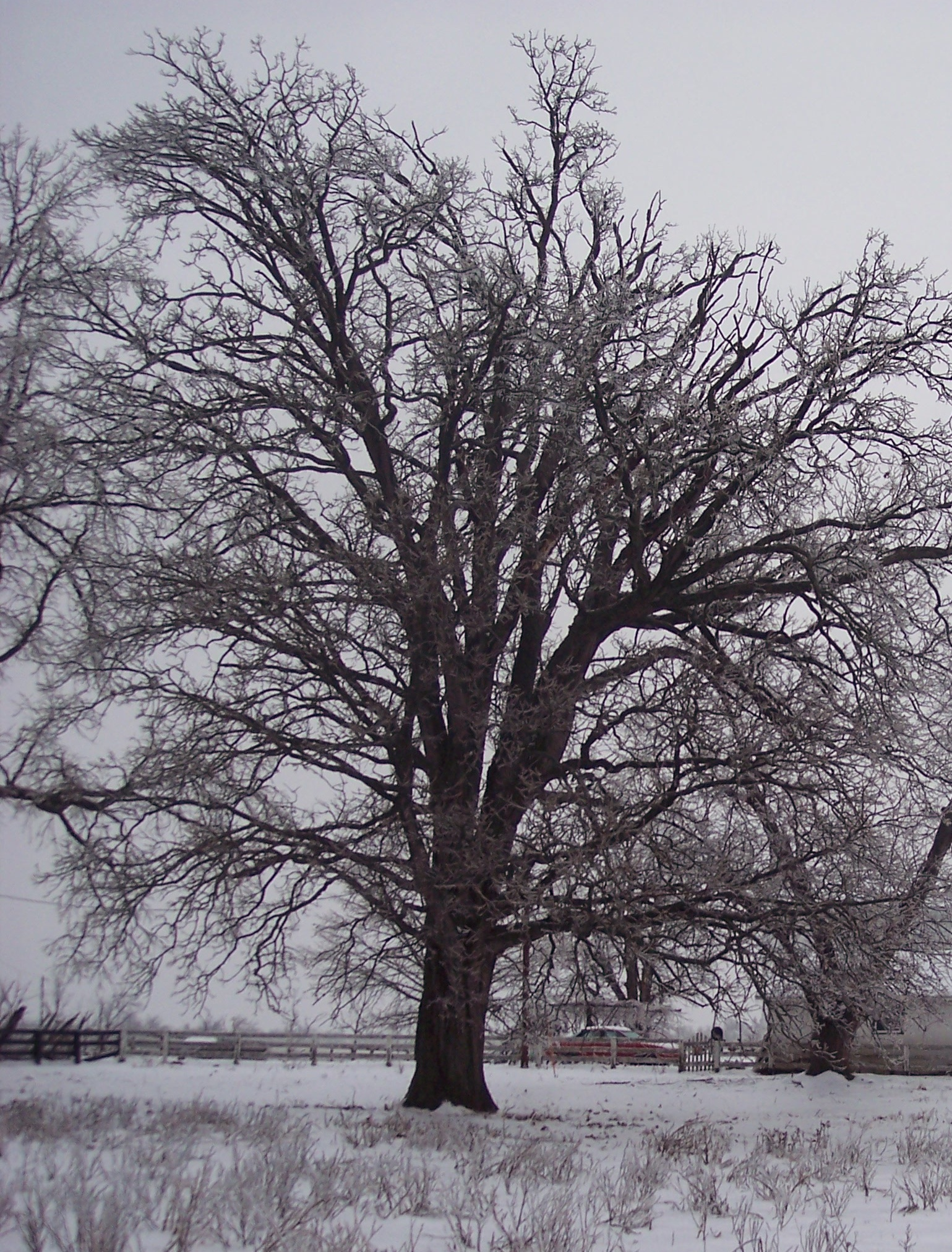
Dub velkoplodý v zimě

## Rozšíření
Dub velkoplodý se vyskytuje na rozsáhlém území východní poloviny Severní Ameriky od jižní Kanady po Louisianu. Roste v lužních lesích, na březích řek, na špatně odvodňovaných stanovištích a prériích, v některých oblastech i na suchých svazích v nadmořských výškách do 1000 metrů. Upřednostňuje vápencové podklady a spraše. V severozápadní části areálu nabývá spíše nižších, keřovitějších forem a roste na sušších, výslunějších stanovištích. V oblastech společného výskytu se kříží s některými jinými duby, zejména s dubem bílým (Quercus alba) a dubem dvoubarevným (Q. bicolor).

## Význam
Domorodí indiáni využívali dub velkoplodý při ošetřování srdečních obtíží, křečí, průjmu, svrabu a zlomenin. Dřevo dubu velkoplodého je podobné dřevu dubu bílého a poskytuje jedno z nejkvalitnějších a nejtvrdších dubových řeziv.
Dub velkoplodý je v Česku pěstován jako okrasná dřevina nápadná zejména velkými listy neobvyklého tvaru. Je uváděn např. ze sbírek Dendrologické zahrady v Průhonicích, Pražské botanické zahrady v Tróji, vysazen je i v Průhonickém parku, Arboretu Žampach,v pražské Stromovce, v parku na Karlově náměstí v Praze, v zámeckém parku Konopiště a v Botanické zahradě a arboretu MU v Brně.